# Irena Svetek
Irena Svetek, slovenska pisateljica, scenaristka * 29.11. 1975, Ljubljana. 

## Življenje in delo
Irena Svetek (1975) je doktorirala na oddelku za primerjalno književnost in literarno teorijo na Filozofski fakulteti v Ljubljani. Za prvi roman Od blizu je leta 2004 prejela nagrado Slovenskega knjižnega sejma za knjižni prvenec in nominacijo za kresnika. Napisala je še romane Sedmi val (2011),  Zaspi, mala moja, zaspi (2014),  Rdeča kapica (2021), Beli volk (2022), Črni princ (2023) in Tam, kjer plešejo tulipani (2025),  je  scenaristka, ki je napisala kar nekaj scenarijev za različne serije, napisala je tudi scenarij za celovečerni film Skupaj, v katerem je svojo zadnjo vlogo igral preminuli slovenski igralec Jernej Šugman. Od leta 2014 je poročena s pisateljem Dušanom Čatrom.